# 平尾順平
平尾 順平（ひらお じゅんぺい、1976年 - ）は、日本の社会起業家。特定非営利活動法人ひろしまジン大学 代表理事。コメンテーター、ラジオパーソナリティ。2023年春より、広島市立大学 社会連携センター 特任准教授。広島県広島市安佐北区可部出身。

## 略歴
- 広島市立亀山中学校、広陵高等学校を経て[8]、2000年に広島市立大学国際学部卒業[3][9]。
- 大学卒業後、2000年に日本国際協力センター（JICE）に入団。国際協力機構（JICA）への出向も含め、東南アジア、中央アジア、中米、アフリカなどの人材育成支援を担当した。
- 2007年に日本国際協力センターを退職し30歳で広島に戻る。中国新聞の記事で知ったスティーブン・リーパーに共感し会いに行ったことからスティーブン・リーパーのもとボランティアとして活動。その後、2008年4月から広島平和文化センターの職員として勤務[7]。2007年7月、米国映画『不都合な真実』を自主上映したことをきっかけに市民グループ「from grassroots 広島」を発起人として設立[10][11]。
- 2010年3月に広島平和文化センターを退職し、2010年5月に任意団体ひろしまジン大学を設立[12]（2012年から特定非営利活動法人[13]）。
- 2011年12月12日から2019年5月10日までRCCラジオ『勝手にトークひろしま!』でメインパーソナリティを務めた。
- 2011年度まで広島市立大学同窓会 会長を務めた[14]。
- 2015年末を持って「学長」の肩書を返上（市民がつくる市民の大学に「長」は不要との考えから）
- 2016年5月27日、オバマ大統領がアメリカの現職大統領として初めて被爆地・広島を訪問したことから、RCC中国放送から生放送されたTBSラジオ『荻上チキ・Session-22』に広島県知事湯崎英彦、広島大学平和科学研究センター川野徳幸教授と共に出演[15]。
- 2017年6月より広島市の「ピースツーリズム推進懇談会」の委員（分野：平和）を務める[16]。
- 広島県主催「ひろしま里山ウェーブ」の東広島市のメンターを務めている[17]。
- 2019年10月、平尾順平がプロデューサー[18]を務める、JR広島駅での外国人向けのボランティアガイド「HELLO!HIROSHIMA PROJECT」（事業主体名：NPO法人ひろしまジン大学・中電技術コンサルタント株式会社・公益財団法人中国地域創造研究センター）が2019年度グッドデザイン賞を受賞[19]。

## 人物
- 広島市安佐北区可部で育つ。1人っ子。[7]
- 小学4年生の時にソウルオリンピックで注目された体操競技に興味をもち、バク転をやってみたらできたことから小学生にも体操を教えていた広陵高校に習いに行くようになる。中学生時代も通う中学校の体操部にも属しながら基本的には広陵高校の練習に通う。高校は広陵高校に進学し引き続き体操部で3年間活動する。[7]
- 大学進学後バンドをやることになり集まったメンバーにドラムがいなかったことからドラムを担当し大学時代ずっとバンドをやる[7]。
- 大学2年生の時に中国に返還される前の香港に行き初海外旅行。その後、エジプト、ヨルダン、シリア、トルコ、ギリシャ、イタリアを旅行。[7]
- 大学3年生の時に1年休学し、中国から入り東南アジアを巡り、最終目的地にポーランドまでバックパックで電車とバスで1年間旅をする。その1年の間に訪れたイランで知り会った政府開発援助（ODA）の仕事をしている日本人と話したことから影響を受けて、後に政府系の財団法人日本国際協力センター（JICE）に就職することになる。[7]
- 学生時代にシリアを旅した際、ヒッチハイクでお世話になったおじさんに「Enjoy Syria」と言われたことが、ひろしまジン大学を作るきっかけになったと語っている[20][21]。
- プロデューサー[22]、講師[23][24][25]、パネリスト[26][27][28][29]、モデレーター[30]、ファシリテーター[31][32][33][34]、コーディネーター[35][36]、メンター[17]として、広島県（県庁）および広島市を中心に広島県内の自治体、高校、大学、講演会など様々なイベントやシンポジウムに幅広く出演している。
- イマなまっ!（2019年11月27日放送）での獣神サンダー・ライガーからロメロ・スペシャルを綺麗にかけられている平尾の姿が2019年12月6日の中国新聞セレクトに掲載された。

## 現在の出演

### テレビ
- イマナマ! （2014年10月 - 、RCCテレビ）2023年9月現在 毎週水曜レギュラーコメンテーター
  - 過去：水～金曜レギュラーコメンテーター ※水曜・金曜は隔週出演
  - 2021年から毎週火・水曜レギュラーコメンテーター

## 過去の出演
テレビ
- イマなま3チャンネル（RCCテレビ）金曜レギュラーコメンテーター
- RCCラブ・グリーン 特別番組（RCCテレビ）
  - ひろしまの里山〜ここから始まる森づくり〜（2018年3月21日）新里カオリ(立花テキスタイル研究所 所長)と共にMC
  - 私たちの里山づくり〜森が与えてくれるもの〜（2019年3月21日）新里カオリ(立花テキスタイル研究所 所長)と共にMC

RCCラブ・グリーン賞の審査員も務めている[37]。
  - 未来に生きる君たちへ 子供たちに残したい広島の風景（2020年3月20日）田口麻衣アナウンサーと対談

ラジオ
- 勝手にトークひろしま!（2010年12月12日初回 - 2019年5月10日第100回最終回 月1回放送（第2金曜）22:00～24:00、RCCラジオ） - メインパーソナリティ
- 新里カオリのうららか日曜日（RCCラジオ）新里が出張の際に代打パーソナリティ出演をすることがある。